# Єпархія Чиклайо
Єпархія Чиклайо (лат. Dioecesis Chiclayensis) — єпархія Римо-католицької церкви з центром в місті Чиклайо, Перу. Єпархія Чиклайо входить у митрополію П'юри. Кафедральним собором єпархії Чиклайо є церква Пресвятої Діви Марії.

## Історія
17 грудня 1956 року Римський папа Пій XII видав буллу «Sicut materiam», якою заснував єпархію Чиклайо, виділивши її з архієпархії Трухільо та єпархії Кахамарки. Цього ж дня єпархія Чиклайо вступила до митрополії Трухільйо.
7 квітня 1963 року єпархія Чиклайо передала частину своєї території новій територіальній прелатурі Чоти.
30 червня 1966 єпархія Чиклайо вступила в митрополію П'юри.

## Ординарії єпархії
- єпископ Daniel Figueroa Villón (17.12.1956 — 30.01.1967);
- єпископ Ignacio María de Orbegozo y Goicoechea (26.04.1968 — 4.05.1998);
- єпископ Jesús Moliné Labarte (4.05.1998 — 3.11.2014);
- єпископ Роберт Френсіс Прево (26.09.2015 — 30.01.2023 — призначений префектом Дикастерії у справах єпископів).